# Christa Ammann
Christa Ammann (* 30. März 1983; heimatberechtigt in Thun) ist eine Schweizer Politikerin (AL).

## Leben
Christa Ammann machte nach ihrer Ausbildung zur Sozial- und Heilpädagogin den Master in Sozialer Arbeit an der Berner Fachhochschule BFH. Anschliessend arbeitete sie als Beraterin im Frauenhaus Zürich und ist seit 2014 Stellenleiterin der Fachstelle Sexarbeit XENIA in Bern. Christa Ammann ist neben Lea Bill Co-Präsidentin der Kirchlichen Gassenarbeit Bern. Christa Ammann lebt in Bern. Sie ist ledig und konfessionslos.

## Politik
Von 2013 bis 2018 sass Christa Ammann für die Alternative Linke im Berner Stadtrat, wo sie ab 2016 der Aufsichtskommission angehörte. 2018 wurde Christa Ammann in den Grossen Rat des Kantons Bern gewählt. Sie ist Mitglied der Grünen-Fraktion und der Justizkommission. Zudem ist sie Ersatzmitglied der Sicherheitskommission.
Im Jahr 2022 hat Christa Ammann während der Zeit ihres Mutterschaftsurlaubs das Amt im Grossen Rat des Kantons Bern an Tabea Rai abgetreten.